# Deutsche Bank Players Championship of Europe
O Deutsche Bank Players Championship of Europe foi um torneio masculino de golfe profissional, que foi disputado entre 1992 e 2007 na Alemanha e fazia parte do calendário anual do circuito europeu da PGA. O norte-americano Tiger Woods é o maior vencedor do torneio, tendo conquistado o título três vezes, em 1999, 2001 e 2002.

## Campeões
| Ano                                          | Campeão                                      | País                                         | Pontuação                                    | Par                                          | Margem                                       | Vice-campeão(ões)                            |
| Deutsche Bank Players Championship of Europe | Deutsche Bank Players Championship of Europe | Deutsche Bank Players Championship of Europe | Deutsche Bank Players Championship of Europe | Deutsche Bank Players Championship of Europe | Deutsche Bank Players Championship of Europe | Deutsche Bank Players Championship of Europe |
| -------------------------------------------- | -------------------------------------------- | -------------------------------------------- | -------------------------------------------- | -------------------------------------------- | -------------------------------------------- | -------------------------------------------- |
| 2007                                         | Andrés Romero                                | Argentina                                    | 269                                          | −19                                          | 3 tacadas                                    | Søren Hansen Oliver Wilson                   |
| 2006                                         | Robert Karlsson                              | Suécia                                       | 263                                          | −25                                          | 4 tacadas                                    | Charl Schwartzel Lee Westwood                |
| 2005                                         | Niclas Fasth                                 | Suécia                                       | 274                                          | −14                                          | Playoff                                      | Ángel Cabrera                                |
| Deutsche Bank - SAP Open TPC of Europe       |                                              |                                              |                                              |                                              |                                              |                                              |
| 2004                                         | Trevor Immelman                              | África do Sul                                | 271                                          | −17                                          | 1 tacada                                     | Pádraig Harrington                           |
| 2003                                         | Pádraig Harrington                           | Irlanda                                      | 269                                          | −19                                          | Playoff                                      | Thomas Bjørn                                 |
| 2002                                         | Tiger Woods (3)                              | Estados Unidos                               | 268                                          | −20                                          | Playoff                                      | Colin Montgomerie                            |
| 2001                                         | Tiger Woods (2)                              | Estados Unidos                               | 270                                          | −18                                          | 4 tacadas                                    | Michael Campbell                             |
| 2000                                         | Lee Westwood (2)                             | Inglaterra                                   | 273                                          | −15                                          | 3 tacadas                                    | Emanuele Canonica                            |
| 1999                                         | Tiger Woods                                  | Estados Unidos                               | 273                                          | −15                                          | 3 tacadas                                    | Retief Goosen                                |
| 1998                                         | Lee Westwood                                 | Inglaterra                                   | 265                                          | −23                                          | 1 tacada                                     | Darren Clarke                                |
| Deutsche Bank Open TPC of Europe             |                                              |                                              |                                              |                                              |                                              |                                              |
| 1997                                         | Ross McFarlane                               | Inglaterra                                   | 282                                          | −6                                           | 1 tacada                                     | Gordon Brand, Jnr Anders Forsbrand           |
| 1996                                         | Frank Nobilo                                 | Nova Zelândia                                | 270                                          | −18                                          | 1 tacada                                     | Colin Montgomerie                            |
| 1995                                         | Bernhard Langer (2)                          | Alemanha                                     | 270                                          | −18                                          | 6 tacadas                                    | Jamie Spence                                 |
| Honda Open                                   |                                              |                                              |                                              |                                              |                                              |                                              |
| 1994                                         | Robert Allenby                               | Austrália                                    | 276                                          | −12                                          | Playoff                                      | Miguel Ángel Jiménez                         |
| 1993                                         | Sam Torrance                                 | Escócia                                      | 278                                          | −10                                          | Playoff                                      | Paul Broadhurst Johan Ryström Ian Woosnam    |
| 1992                                         | Bernhard Langer                              | Alemanha                                     | 273                                          | −15                                          | 3 tacadas                                    | Darren Clarke                                |